# Арншванг
Арншванг (њем. Arnschwang) општина је у њемачкој савезној држави Баварска. Једно је од 38 општинских средишта округа Кам. Према процјени из 2010. у општини је живјело 1.992 становника. Посједује регионалну шифру (AGS) 9372112.

## Географски и демографски подаци
Арншванг се налази у савезној држави Баварска у округу Кам. Општина се налази на надморској висини од 390 метара. Површина општине износи 28,4 km². У самом мјесту је, према процјени из 2010. године, живјело 1.992 становника. Просјечна густина становништва износи 70 становника/km².